# Dendrobium paspalifolium
Dendrobium paspalifolium är en orkidéart som beskrevs av Johannes Jacobus Smith. Dendrobium paspalifolium ingår i släktet Dendrobium, och familjen orkidéer. Inga underarter finns listade i Catalogue of Life.